# Vehikularsprache
Die Vehikularsprache bezeichnet in der Sprachwissenschaft eine Sprache, die als bloßes Vehikel oder Hilfsmittel eines außersprachlichen Anliegens dient. Das trifft zwar auf Sprache fast immer zu, gemeint ist aber nicht der nichtmetasprachliche Gebrauch der eigenen Sprache, sondern der zweckgebundene Gebrauch einer Zweitsprache, beispielsweise neben der Muttersprache.
Häufig fällt der Begriff der Vehikularsprache mit dem der Dachsprache zusammen. Sie „überdacht“ als gemeinsame Standardsprache die Sprachgebiete einzelner, einheimischer Vernakularsprachen und dient damit vor allem der überregionalen Kommunikation. Auch die im bilingualen Unterricht zu erwerbende Fremdsprache ist in gewissem Sinne eine Vehikularsprache, insofern sie nämlich in den nichtsprachlichen Fächern vorrangig Vehikel zur Vermittlung der spezifischen Lehrprogramme und Fachcurricula ist. Ungeachtet dessen dient natürlich das Konzept des bilingualen Unterrichts dem besseren Erwerb einer Fremdsprache.